# Sunshine (film, 1912)
Pour les articles homonymes, voir Sunshine.
Sunshine est un film muet américain réalisé par Theodore Wharton et sorti en 1912.

## Fiche technique
- Réalisation : Theodore Wharton
- Production : The Essanay Film Manufacturing Company
- Date de sortie : États-Unis : 25 octobre 1912

## Distribution
- Ruth Stonehouse : Sunshine Roberts
- Harry Mainhall : Joe Roberts
- Harry Cashman : le père O'Brien
- Whitney Raymond : Ned Wulf
- Bryant Washburn : James Moore
- Baby Slendorm : l'enfant